# Monenchodesmus monticola
Monenchodesmus monticola är en mångfotingart som beskrevs av Filippo Silvestri 1903. Monenchodesmus monticola ingår i släktet Monenchodesmus och familjen Dalodesmidae. Inga underarter finns listade i Catalogue of Life.